# Affaire Vandersmissen
L'affaire Vandersmissen est une affaire médiatico-judiciaire belge qui défraya la chronique en 1886. Dans la nuit du 8 au 9 avril 1886, l'avocat et député Gustave Vandersmissen assassine son épouse, la soprano Alice Renaud,.

## Les protagonistes

### Alice Renaud
En 1872,  alors qu'elle avait 17 ans, Alice Renaud rencontre Félicien Rops, de 22 ans son aîné. Ils deviennent amants. Il l'appelait sa jeune puberté et elle, mon professeur de débauche,. Il finance ses études musicales et la fait engager au théâtre de la Monnaie. Ils se séparent en 1876. Alice Renaud rencontre Gustave Vandersmissen l'année suivante, en 1877. En 1879, entre leur mariage religieux et leur mariage civil, elle trompe son mari avec un libertin notoire. En 1883, elle revoit Félicien Rops avec lequel elle entretient une correspondance enflammée. « Reviens. Je t'aime encore. Souviens-toi de mes beaux seins blancs. Ils sont plus beaux encore à présent. ».

### Gustave Vandersmissen
Après des humanités chez les Jésuites, Gustave Vandersmissen étudie le droit à Saint-Louis puis à l'Université de Louvain. Le 3 février 1876, lors d'une représentation au théâtre de la Monnaie de l'opéra Carmen de Georges Bizet, il est subjugué par la comédienne qui tient le rôle de Micaela. Il fait fréquemment le trajet depuis Louvain pour assister à ses spectacles et y voir et entendre la soprano dans différents rôles. Docteur en droit, il s'installe d'abord à Gand et commence à exercer en tant qu'avocat et à s'investir en politique aux côtés des catholiques. Il la rencontre encore à Gand lors d'une représentation et même à Alost, lors d'un gala de charité. Une relation tout d'abord platonique se noue alors entre eux.
Gustave Vandersmissen est issu d'une grande famille d'industriels alostoise. Cette dernière s'oppose à ce qu'elle considère comme une mésalliance. Gustave et Alice se rendent alors aux Pays-Bas où il n'est pas nécessaire de disposer de l'assentiment des parents. Gustave Vandersmissen et la comédienne Alice Renaud le 17 août 1879 s'y marient religieusement. Un an plus tard, le 17 août 1880, ils se marient civilement à Bruxelles non sans avoir connu une ultime tentative d'opposition de la famille de Gustave. Après avoir vécu quelque temps chez la mère d'Alice Renaud, le couple s'installe à Saint-Josse, au 26 chaussée de Louvain,.
En 1881 une fille naît de leur union, Madeleine. Cette même année Gustave est élu conseiller communal et en 1882, conseiller provincial. Il se présente lors du scrutin du 10 juin 1884 et intègre l'équipe des seize députés indépendants rattachés au parti catholique (« les XVI »). Comme il est issu d'un milieu d'industriels à tendance libérale, ce rapprochement avec les catholiques est perçu comme une trahison dans le camp des libéraux.

## Les prémices

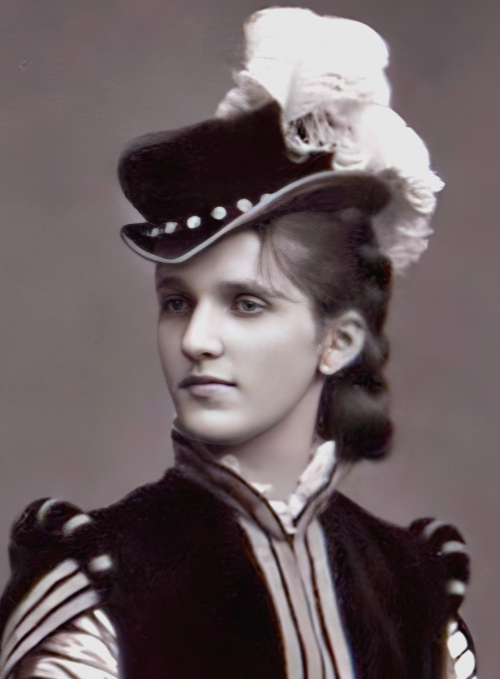
Alice Renaud au théâtre royal de la Monnaie dans Les Huguenots en novembre 1875.

Avocat, Gustave Vandersmissen propose un jour ses services au vicomte Edgard Dupleix de Cadignan. Il obtient son acquittement en seconde instance. Le 28 octobre 1884, Dupleix de Cadignan dîne pour la première fois chez les Vandersmissen, il devient un intime du couple et davantage encore puisqu'une idylle ne tarde pas à se nouer entre lui et la peu conventionnelle madame Vandersmissen, comédienne bien en vue dans la vie bruxelloise. Elle a notamment été la maîtresse de Félicien Rops et entretient toujours avec lui des échanges épistolaires.
Edgard Dupleix de Cadignan, personnage trouble, condamné à de multiples reprises à la suite de malversations financières, annonce dans la presse qu'il a bien des révélations à faire sur l'épouse du député Vandersmissen et la relation qu'il a entretenue avec elle. Vandersmissen se sépare de son épouse et entame une procédure de divorce en février 1886. Elle proteste, clame son innocence dans des lettres enflammées. Gustave Vandersmissen ne sait plus que penser, mais accepte de revoir sa femme en secret. Si cela devait se savoir, cela le déshonorerait et la presse se déchaînerait contre lui.
Le procès de Cadignan débute le 22 janvier 1886, Vandersmissen est l'un des plaignants. Cadignan est condamné pour escroquerie à 18 mois de prison mais introduit une plainte contre Vandersmissen pour violation du secret professionnel. Vandersmissen doit s'en expliquer devant le Conseil de l'Ordre du barreau de Bruxelles. Il est blanchi mais l'affaire est déjà bien médiatisée. Vandersmissen souhaite que la procédure de divorce se poursuive pour que son épouse puisse faire état de sa bonne foi ce dont il résulterait un non-lieu. De cette manière, l'honneur de sa femme publiquement confirmé par le tribunal, rien ne s'opposerait à ce qu'il la reprenne sous son toit. Le 3 mars 1886, en appel, Edgard Dupleix de Cadignan, voit sa peine alourdie et passée à trente mois de réclusion.
Alice loue une petite chambre à l'angle de la rue Verte et de la rue de la Fraternité. Gustave lui rend visite tous les jours. Cadignan, emprisonné continue à harceler Vandersmissen par presse interposée en expliquant à qui voulait l'entendre combien complaisant le mari avait été quant à la relation adultérine que son épouse entretenait avec lui. De son côté, Alice Renaud souhaite vivement que son mari mette un terme à la procédure de divorce. Elle menace de divulguer dans la presse leur liaison secrète. À cette époque, il passe également devant le conseil de l'Ordre. Il est interrogé sur ce qui allait devenir l'affaire Vandersmissen. Lorsqu'on le questionne sur les rumeurs de réconciliation avec son épouse, il nie tout en bloc. Alice accepte de le couvrir dans ce parjure mais revoit ensuite sa position et envisage de plaider la réconciliation : lors de la première comparution fixée au 10 avril 1886 dans le cadre de la procédure de divorce, les mensonges et le parjure de Gustave Vandersmissen seraient alors connus de tous. Il est impératif d'obtenir de son épouse qu'elle change sa ligne de défense. Le 8 avril 1886, Gustave se rend chez ses frères pour y trouver un peu d'appui mais ceux-ci l'éconduisent en le traitant de lâche et de menteur et en le reniant. Rentré à Bruxelles, il achète l'édition du soir du journal La Nation où il découvre, exposé dans un entrefilet, son déshonneur rendu public. Il fouille le secrétaire de son épouse, chose qu'il s'était toujours refusé de faire, et découvre la correspondance de sa femme et de Félicien Rops. Tout s'effondre, elle lui ment depuis le début,.

## Le meurtre

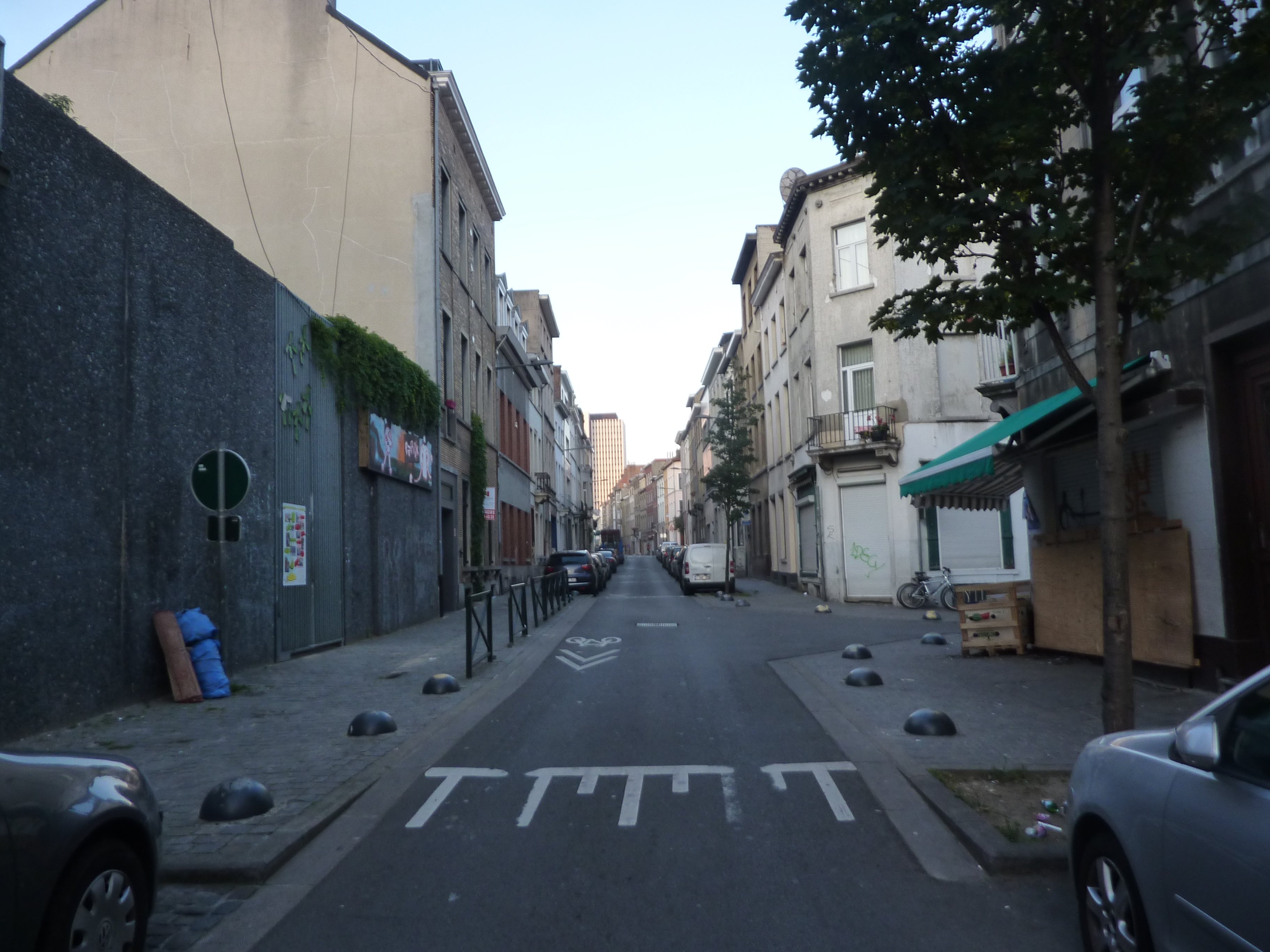
Le lieu du drame, la maison à l'angle de la rue Verte et de la rue de la Fraternité :
la maison blanche en haut à droite.

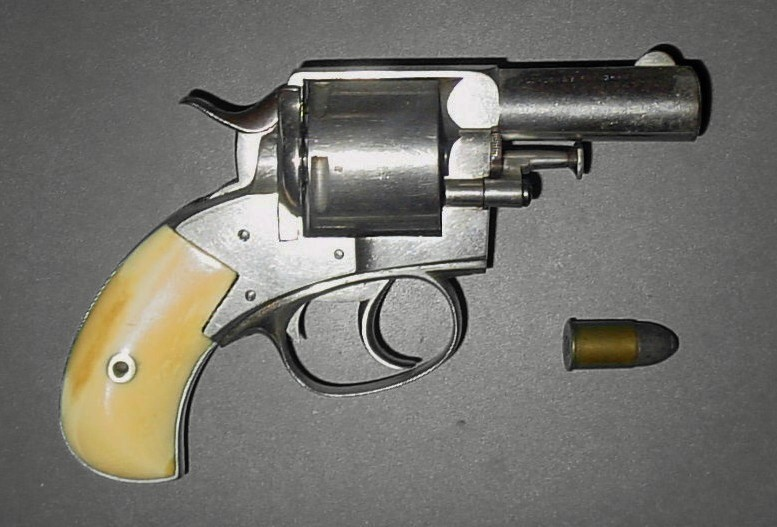
British Bulldog (arme de poing à cinq coups) (1870)

Peu après minuit, le 9 avril 1886 il arrive chez sa femme : elle est en robe de nuit, tenant un bougeoir à la main. Il l'interpelle tout de suite en lui montrant l'exemplaire de La Nation. Le ton monte, il menace de la tuer, elle lui rétorque qu'il en serait incapable, il insiste et lui propose si elle le souhaite de laisser un mot. Il sort son revolver British Bulldog. Sentant qu'il allait tirer, elle souffle la bougie, il tire à bout portant. Sous l'impact, la robe de nuit prend feu, Alice Renaud s'enfuit vers la cave, il la suit et tire encore à quatre reprises. Quatre balles l'atteindront. Elle remonte en courant de la cave et s'enfuit dans la rue ou elle se jette dans les bras d'un policier qui éteint sa chemise en feu. Le policier la dépose sur le trottoir pour désarmer son poursuivant tandis qu'elle clame "ce n'est pas mon mari qui m'a tuée, c'est un inconnu". Lui explique, c'est moi, le représentant Vandersmissen, j'ai tué ma femme. Elle est emmenée à l’hôpital où elle mourra des suites de ses blessures treize jours plus tard,.

## Le jugement
Le procès de Vandersmissen se déroule du 31 mai au 2 juin 1886. Ses défenseurs sont Jules Lejeune et Georges de Ro. Le président est M. De le Court, l'avocat général est Auguste van Maldeghem. Gustave Vandersmissen est condamné à quinze années de réclusion en première instance. En appel, devant la cour d'assise de Mons, la peine est réduite à dix années. Cette réduction de peine s'explique par le fait que son avocat en appel, maître Adolphe Englebienne, utilisa un argument que son premier avocat, Jules Lejeune, s'était refusé à employer : faire état de l'absence de moralité de Madame Renaud. Sa correspondance avec Félicien Rops est ainsi présentée aux jurés lors du procès en appel et la victime leur est décrite comme une « gourgandine » tandis qu'est salie au passage la réputation de Félicien Rops qui avait été l'amant d'Alice alors qu'elle n'avait que 17 ans. Dans la presse, Englebienne le surnomme l'infâme Fély.
Félicien Rops use d'un droit de réponse et veut en découdre avec Alphonse Englebienne en duel. À cette fin, Félicien Rops se rend à Bruxelles. Le duel n'aura cependant finalement pas lieu et l'offensé rentre à Paris,. 
Jules Lejeune, le premier avocat de Gustave Vandersmissen, devient ministre de la Justice et fait passer en mai 1888 la Loi Lejeune qui permet à certains détenus de bénéficier d'une libération conditionnelle. Vandersmissen bénéficie de la mesure et est libéré après deux années de détention,.
Le procès fut très largement couvert par la presse internationale.

## Après l'Affaire
Gustave Vandersmissen part s'installer en France où il exerce à nouveau comme avocat. Il se remarie avec Jeanne Prié qui décèdera en 1919. Le 31 janvier 1922, il épouse à Paris en troisièmes noces Marie Emma Joséphine Gounand. Il meurt le 16 juillet 1925.

## Le rôle de la presse

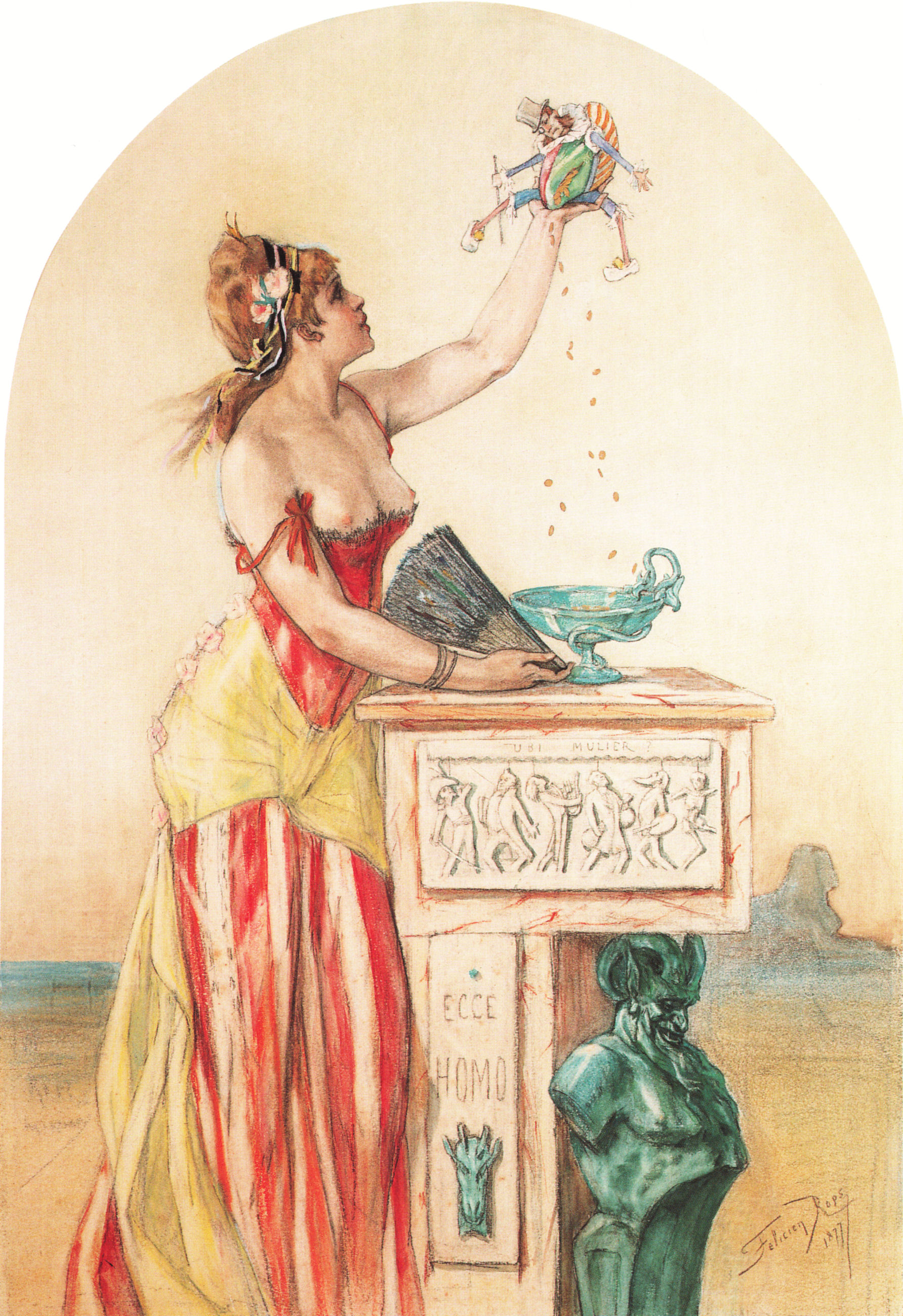
Félicien Rops, La Dame au pantin, 1877.

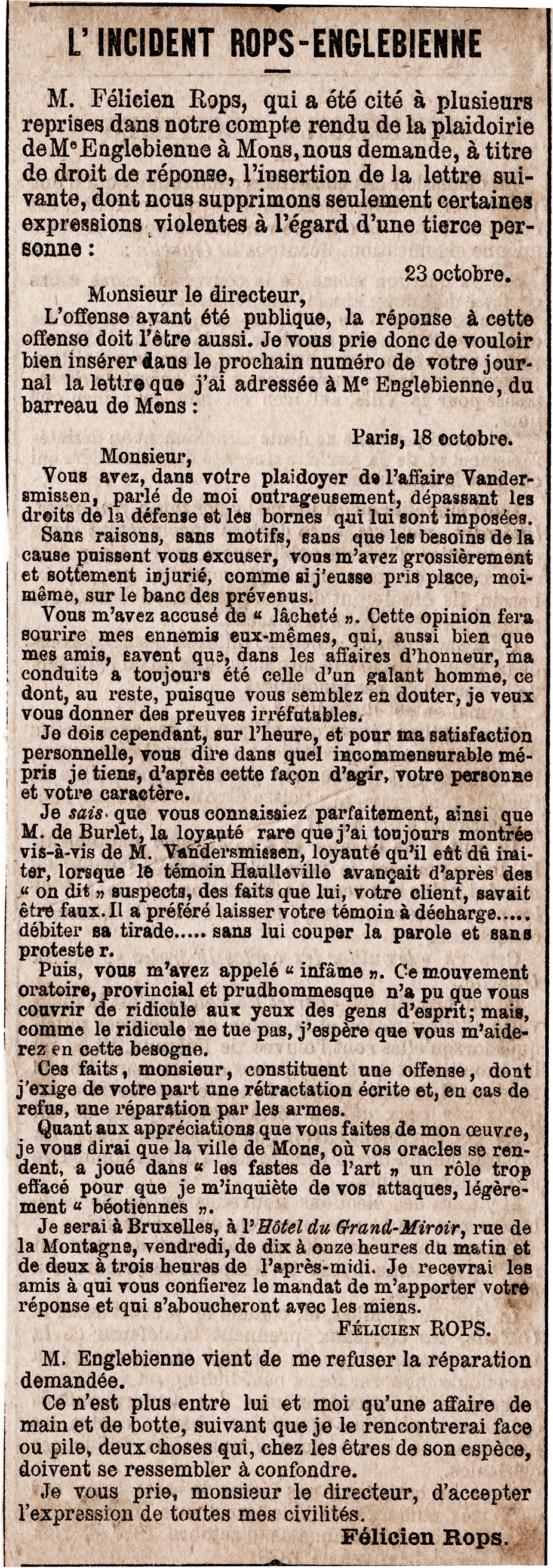
Droit de réponse exercé par Félicien Rops in La Réforme du 24 octobre 1886 faisant suite aux attaques de maître Englebienne devant les assises de Mons.

La presse a joué un rôle déterminant qui ira bien au-delà d'un simple écho rendu à cette affaire. En effet, dès le mois de mars 1886, la presse libérale se déchaîne à l'encontre de Gustave Vandersmissen. Le journal La Réforme met littéralement Vandersmissen sous pression, quelques heures avant le meurtre, le journal La Nation publie un entrefilet incendiaire qui déclenchera la funeste colère de Gustave Vandersmissen. Le journal est d'ailleurs retrouvé froissé sur le lieu du crime.
L'affaire Peltzer avait défrayé la chronique en 1882 et poussé la presse catholique à prendre position de manière virulente à l'encontre de la famille Peltzer. Avec l'affaire Vandersmissen, l'époque de la vengeance a sonné et déclenche la riposte de la presse libérale à l'encontre de Gustave Vandersmissen qui dira « C'est un meurtre que la presse aura sur la conscience ».
Tous les ingrédients dans cette affaire médiatico-judiciaire sont réunis et expliquent la déferlante médiatique qui conduira finalement au drame: les clivages politiques, l'opinion publique, la justice de classe et la personnalité même des protagonistes, personnages notoires dans la sphère politique pour l'un et artistique pour l'autre.